# جان اف. سیمور
جان اف. سیمور (انگلیسی: John F. Seymour; زاده ۳ دسامبر ۱۹۳۷) سناتور سابق عضو جمهوری‌خواه بود. وی در سال ۱۹۹۱ تا ۱۹۹۲ میلادی سناتور ایالت کالیفرنیا در سنای ایالات متحده آمریکا بود.